# فيليب راستشك
فيليب راستشك (19 سبتمبر 1967

 في كليرمونت) (بالفرنسية: Philippe Raschke)‏ لاعب كرة قدم فرنسي معتزل كان يجيد اللعب في خط الدفاع .
لعب راستشك في أندية موناكو (1988-1991) بوردو (1991-1992) كان (1992-1995) ستراسبورغ (1995-1998) سوشو (1998-2004) .
ساهم راستشك في تتويج نادي ستراسبورغ ببطولة كأس الدوري الفرنسي موسم 1996/1997 كما ساهم في تتويج نادي سوشو ببطولة دوري الدرجة الثانية موسم 2000/2001 وببطولة كأس الدوري الفرنسي موسم 2003/2004 .

## روابط خارجية
- فيليب راستشك على موقع رابطة كرة القدم الفرنسية للمحترفين (الإنجليزية)
- فيليب راستشك على موقع قاعدة بيانات كرة القدم.إي يو (الإنجليزية)
- فيليب راستشك على موقع ليكيب (الفرنسية)